# Bernard Lech
Pour les articles homonymes, voir Lech (homonymie).
Bernard Lech est un footballeur français né le 5 octobre 1946 à Montigny-en-Gohelle (Pas-de-Calais). Il est milieu de terrain. 
Bernard Lech est le frère de l'international français Georges Lech.

## Biographie
Dans sa jeunesse, Bernard Lech a comme « idole absolue » Maryan Wisniewski, footballeur au Racing Club de Lens.
En 2022, le magazine So Foot classe Bernard Lech dans le top 1000 des meilleurs joueurs du championnat de France, à la 331e place.

## Carrière de joueur
- 1963-1968 :  RC Lens
- 1968-1971 :  AS Nancy-Lorraine
- 1971-1975 :  Stade de Reims
- 1975-1977 :  SCO Angers
- 1977-1979 :  Paris FC
- 1979-1980 :  Amicale de Lucé

## Palmarès
- Vainqueur de la Coupe Charles Drago en 1965 avec le RC Lens
- Champion de France de Division 2 en 1976 avec le SCO Angers

## Statistiques
- 325 matchs et 78 buts en Division 1
- 134 matchs et 61 buts en Division 2